# Elaphria plectilis
Elaphria plectilis är en fjärilsart som beskrevs av Achille Guenée 1852. Elaphria plectilis ingår i släktet Elaphria och familjen nattflyn. Inga underarter finns listade i Catalogue of Life.